# Ignacio Vázquez Barba
Ignacio Vázquez Barba (San Ignacio Cerro Gordo, Jalisco; 31 de julio de 1971) es un exfutbolista mexicano que jugaba en la posición de delantero. Militó para el Club Deportivo Guadalajara, Tigres de la UANL, Club de Fútbol Atlante, Santos Laguna, Club León y Veracruz.

## Trayectoria
Debutó el miércoles 6 de noviembre de 1991 con el Guadalajara, institución donde permaneció hasta 1998, y donde lograría colocarse como uno de los máximos goleadores del equipo, anotando 47 goles en este período siendo así el máximo anotador en la década de los 1990s para el Guadalajara. Fue campeón de liga con el equipo del Rebaño en la temporada Verano 1997.
Sale del equipo en 1998, cuando pasa a jugar a los Tigres de la UANL, donde permanece 2 temporadas para después tener un paso por Atlante y Santos Laguna, estando 1 año en ambos equipos. En 2001 llega a León donde permanece únicamente 1 temporada, para regresar a Chivas en el Apertura 2002 y Clausura 2003, donde logra marcar 4 goles más con el equipo. Finalmente para el Apertura 2003 llega a jugar con los Tiburones Rojos de Veracruz, donde se retira en 2004.

## Selección nacional
Con la Selección de fútbol de México debutó el 22 de septiembre de 1993, jugó en total 3 partidos, pero no pudo marcar anotación.

### Participaciones en Juegos Olímpicos
| Torneo                   | Sede   | Resultado    |
| ------------------------ | ------ | ------------ |
| Juegos Olímpicos de 1992 | España | Primera fase |

- Datos: Q535916